# Alexander Sutherland Neill
Alexander Sutherland Neill, škotski pedagog, * 17. oktober 1883, Forfar, Škotska, Združeno Kraljestvo, † 23. september 1973.
Utemeljil je alternativni koncept vzgoje in ustanovil projekt Summerhill, neodvisno šolo, ki deluje še danes. Najbolj znan je kot zagovornik osebnostne svobode otrok.

## Življenje in delo
Alexander Sutherland Neill se je rodil leta 1883 v Škotskem mestu Forfar. Odrasel je skupaj s sedmimi brati in sestrami kot sin tamkajšnjega šolskega učitelja. Kot deček je imel zelo rad svojo mamo, očeta pa zaradi njegove strogosti nekoliko manj. Vzljubil ga je šele kasneje, ko so očetove ambicije do otrok (oz. najverjetneje očetove ambicije, ki jih sam ni uspel doseči, pa je želel, da bi jih otroci) zbledele in je vsakega izmed njih sprejel takšnega kot je. Oče je bil večinoma distanciran od otrok in ni želel govoriti o svojem otroštvu. Šele tik pred smrtjo je Neillu zaupal nekaj podatkov o tragični smrti njegove mame, Neillove babice, pri čemer je celo potočil nekaj solz. Za Neilla pa je ostala uganka, zakaj je bil oče tako zelo nesrečen v času njihovega otroštva.
Neillovi domači niso bili mnenja, da je sin zmožen nadaljevati šolanje v krajevni srednji šoli, zato je Neill pričel delati že pri svojih 14. letih. Služboval je v Edinburgu in pri tem ves čas čutil domotožje. Na vsake toliko je očetu pošiljal pisma, v katerih je zapisal, da so možnosti napredovanja v tej firmi zelo slabe in da bi bila njegova prihodnost veliko svetlejša, če bi prišel domov in študiral. Po treh mesecih dela tam je v času novoletnih praznikov lahko prišel domov za štiri dni. Po sedmih mesecih dela pa je domov odšel za vedno. Pri tem se je počutil osramočenega, ker ni bil sposoben vztrajati dlje.
Čez čas se je navdušil nad učiteljskim poklicem in se pri 25-ih vpisal na Edinburško univerzo, kjer je kasneje tudi diplomiral. Po peklu kakršnega je doživljal v prejšnji službi, je bilo celodnevno sedenje v maloštevilčni šoli zanj pravi raj.
Čeprav je oče nad Neillom že skoraj obupal, ga je mati prepričala, da ga je vzel kot praktikanta na svoji šoli. Tako je Neill nekaj časa delal kot učitelj praktikant, pri 38-ih pa je s pomočjo drugih ustanovil mednarodno šolo v mestu Hellerau, nemški zvezni deželi Saški, ki je bila kasneje preseljena v Sonntagsberg v Avstriji. Ko se je vrnil v Anglijo, je nadaljeval vodenje svoje šole v hiši imenovani Summerhill na hribu pri Lyme Regisu. To ime je obdržal tudi po tem, ko je šolo preselil v Leiston v pokrajini Suffolk (Anglija), približno 150 km od Londona. Neill je kot ravnatelj na šoli Summerhill deloval 50 let in s tem projektom poskušal v praksi dokazati svoja načela vzgoje brez zatiranja.
britanski pedagog je skupaj objavil kar 21 knjig, med katerimi je milijonsko naklado dosegla knjiga z naslovom Summerhill, A Radical Approach to child rearing (»Summerhill, radikalni pristop k otroški vzgoji«), izdana leta 1960. Ta nakazuje, da je Neill zagovarjal radikalno filozofijo življenja. Navdih za svoje ustvarjanje je črpal od psihologov, kot so Freud, Stekel, Reich in Lane in ne od pedagogov kot bi morda bilo pričakovati. 
Neill, utemeljitelj alternativnega koncepta vzgoje in projekta Summerhill, je umrl leta 1973 in Summerhill je za 12 let prevzela njegova žena. Zdajšnja ravnateljica Summerhilla pa je Neillova hči, Zöe Readhead, ki z možem in štirimi otroki živi na velikem posestvu zraven šole. Zöe je usposobljena inštruktorica jahanja in poleg tega, da je glavna na šoli, uči otroke osnov jahanja.

## Neillov pogled na vzgojo, otroka in učitelja
Neill svoje poglede na vzgojo utemelji na zaupanju v otroka in v njegovo notranjo motivacijo za učenje. Kot teoretik sicer velikokrat zgreši bistvo svoje vzgoje, saj misli, da vzgaja brez avtoritete, vendar kot praktik uspešno prikazuje nov koncept pedagoškega erosa in avtoritete. Pedagoški eros uporablja kot elementarno zaupanje v otroka, češ da je po otrok svoji naravi dober, realističen, bister in bo, če se mu pusti svoboda in omeji sugestivno vplivanje pomembnih odraslih oseb, optimalno razvil svoje naravne zmožnosti.
Neill z močjo svoje osebnosti, ki je tesno povezana s pedagoškim erosom, otroku sporoča, da verjame v pravilnost njegove odločitve, z določeno vzdržnostjo, omejevanjem pri podajanju svojih predlogov, kaj naj otrok dela, pa otroku dopušča, da se osvobodi, se ne podreja drugim in doseže svojo lastno željo.
Neill sam sebe definira kot resničnega vernika v  človeštvo. Pravi, da so otrokova čustva veliko pomembnejša kot intelektualni razvoj posameznika, kar bi se moral zavedati sleherni učitelj. Prav ta je po njegovem mnenju oblikovalec značaja, vodnik mladih in podajalec znanja. Najboljši učitelji so tisti, ki se smejejo skupaj z otrokom, najslabši pa tisti, ki se smejejo otroku. Če se nisi rodil kot učitelj, te za ta poklic ne bo usposobila nobena univerza oz. nobeno dodatno izobraževanje. Stil učenja ne more biti priučen, ampak je to preprosto odraz posameznika.